# Nalmefene
Il nalmefene, noto originariamente come nalmetrene, è un antagonista del recettore degli oppioidi sviluppato nei primi anni settanta e utilizzato soprattutto nel trattamento della dipendenza da alcol. È stato studiato anche nel trattamento di altre dipendenze, come il gioco d'azzardo patologico.
Si tratta di un oppiaceo simile come struttura chimica e attività a un altro antagonista degli oppioidi, il naltrexone; rispetto a questo presenta un'emivita maggiore, una biodisponibilità orale incrementata e non è correlato a tossicità epatica dose-dipendente Come altri farmaci ad attività simile, anche nalmefene può causare una sindrome d'astinenza in pazienti con abuso da oppioidi.

## Usi clinici

### Overdose da oppiacei
La somministrazione endovenosa di dosi di nalmefene comprese tra 0,5 e 1 mg si è dimostrata efficace nel contrastare la depressione respiratoria nel sovradosaggio da oppiacei
, sebbene sia raramente utilizzato dal momento che il naloxone è molto più economico.

### Dipendenza da alcolici
L'utilità del nalmefene nel trattamento dell'alcolismo è incerta. studi clinici hanno dimostrato che il nalmefene, in associazione al supporto psicosociale, riduce maggiormente rispetto al placebo il consumo di alcolici negli etilisti cronici; negli studi più importanti, i pazienti erano stati istruiti nell'utilizzare il farmaco al bisogno, nelle situazioni in cui si manifestava la volontà di assumere alcolici.

### Dipendenza da cocaina
Nalmefene è utilizzato anche come terapia a lungo termine nel craving da cocaina; la sua utilità è presumibilmente da collegare alla sua attività di agonista parziale del recettore κ degli oppioidi.

## Effetti collaterali
Gli effetti collaterali più comuni sono nausea, vertigine, insonnia e cefalea; tuttavia la maggior parte di questi quadri clinici sono modesti e di breve durata.